# Иоанн де Мурис
Иоанн де Му́рис (лат. Johannes de Muris, фр. Jehan des Murs) (между 1290 и 1295, диоцез Лизьё — около 1350) — французский теоретик музыки, математик и астроном, один из ведущих учёных периода Ars nova.

## Очерк биографии и творчества
В 1310 году вместе с отцом был осуждён за убийство и выслан на Кипр, где провёл 7 лет. В 1321 году окончил Парижский университет. Автор трёх трактатов о музыке:
- Познание музыкального искусства (Notitia artis musicae, 1319 или 1321)
- Компендий практической музыки (Compendium musicae practicae, ок. 1322)
- Теория музыки по Боэцию (Musica speculativa secundum Boetium, 1323)

Книги Иоанна де Муриса о музыке предположительно использовались в качестве учебников в Парижском университете, где их автор преподавал. О значении школы Муриса свидетельствуют приписываемые ему (анонимные) учебники по мензуральной нотации и контрапункту:
- Книжечка о размеренном пении (Libellus cantus mensurabilis, ок. 1340); в этом трактате впервые описана техника изоритмии
- Техника контрапункта (Ars contrapuncti, после 1340)

Трактаты Муриса устанавливают нормы двухголосного контрапункта и мензуральной нотации во Франции XIV века (описание так называемой красной нотации, изоритмии, графем для перфектной и имперфектной мензур и т.д.).
Наряду с музыкой занимался другими дисциплинами квадривия. Математические труды Муриса: «Canones tabule tabularum» (1321), «Arbor Boeti de arte numerorum sumpta et ordinata» (1324), «Opus quadripartitum numerorum sive de mensurandi ratione» (1343), «De arte mensurandi». В трактате «Epistola super reformatione antiqui kalendarii» (1317) предложил реформировать юлианский календарь.
В антологии Герберта (GS) Иоанну де Мурису также приписан трактат (в прозе и стихах) «Сумма музыки» (Summa musicae), который в действительности был написан в XIII веке анонимным автором. Критическое издание «Суммы музыки» и её перевод на английский язык выполнил Кристофер Пейдж (обозначил авторов этого труда как «Perseus and Petrus»).

## Издания трактатов и литература
- Michels U. Die Musiktraktate des Johannes de Muris. Wiesbaden, 1970
- Johannis de Muris Notitia artis musicae et Compendium musicae practicae, edidit Ulrich Michels // Corpus scriptorum de musica 17. [s.l.:] American Institute of Musicology, 1972 (критическое издание  трактатов «Notitia» и «Compendium»)
- Witkowska-Zaremba E. Musica Muris i nurt spekulatiwny w muzykografii średniowiecznej // Studia Copernicana 32. Warszawa, 1992 (критическое издание трактата «Musica speculativa»)
- Gack-Scheiding C. Johannes de Muris Epistola super reformatione antiqui kalendarii. Ein Beitrag zur Kalenderreform im 14. Jahrhundert // Monumenta Germaniae Historica. Studien und Texte, Bd.11. Hannover 1995
- Gushee L. Jehan des Murs and his milieu // Musik und die Geschichte der Philosophie und Naturwissenschaften im Mittelalter. Leiden, 1998
- Ars practica mensurabilis cantus secundum Iohannem de Muris. Die Recensio maior der sogenannten Libellus practice cantus mensurabilis, hrsg. v. C.Berktold // Veröffentlichungen der musikhistorischen Kommission. Bd. 14. München, 1999  (критическое издание трактата школы Муриса «Libellus cantus mensurabilis»)
- Di Bacco G. De Muris e gli altri. Lucca, 2001 (издание трактата школы Муриса «Ars contrapuncti»)
- Поспелова Р.Л. Западная нотация XI-XIV вв. Основные реформы. Москва, 2003
- Poulle E. Les astronomes parisiens au XIVe siècle et l'astronomie alphonsine // Histoire littéraire de la France. Paris, 2005, t. 43:1, p. 1-54.